# Parasite atmosphérique

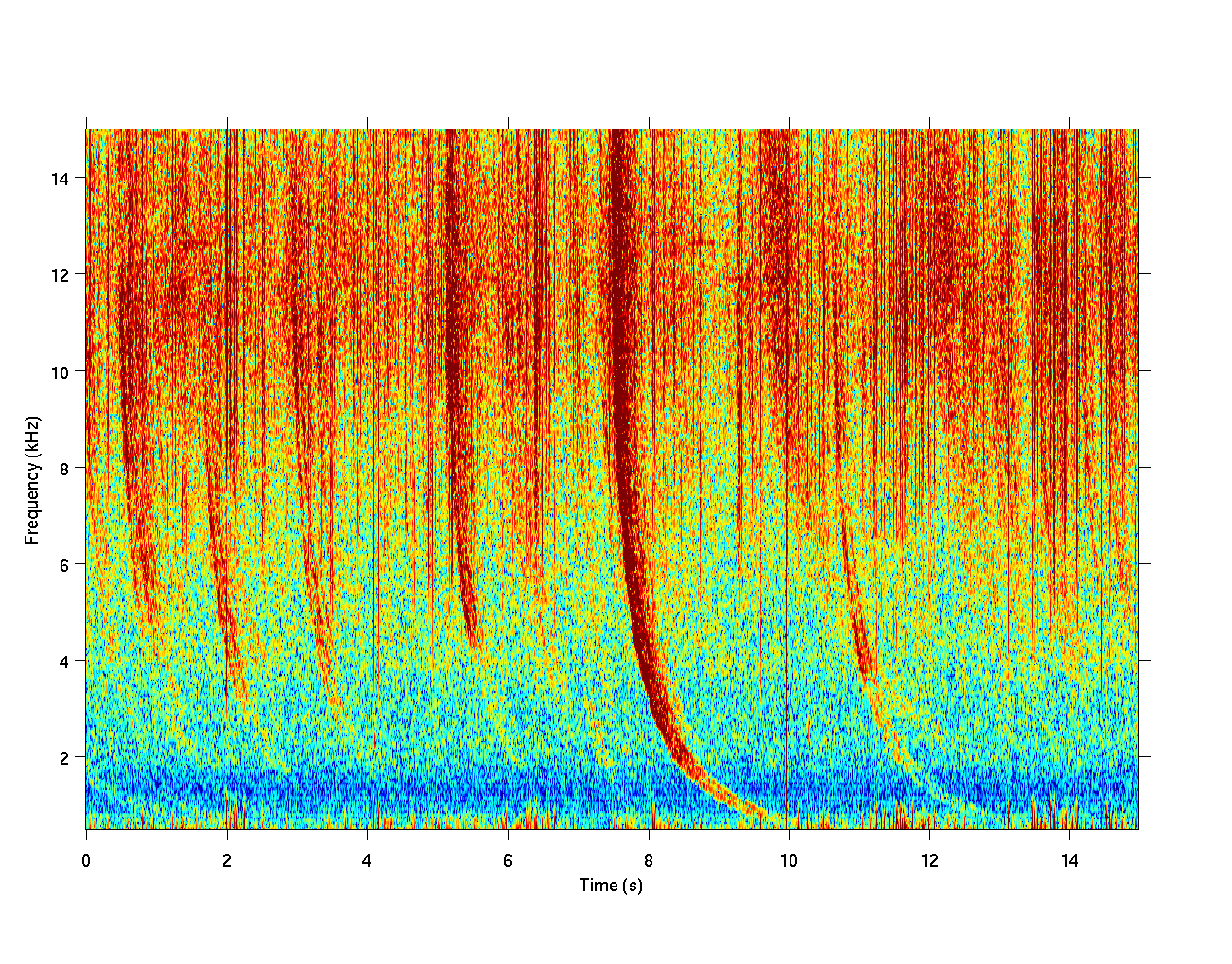
Graphique fréquence versus temps (spectrogramme) montrant plusieurs sifflements de parasites atmosphériques dans le signal reçu à la base antarctique Palmer.

Les parasites atmosphériques, ou atmosphériques, sont des rayonnements électromagnétiques, causés par des perturbations électriques naturelles dans l'atmosphère, qui affecte les systèmes radio. Ils sont le plus souvent causés par la décharge électrique produite par la foudre.
Les ondes créées par ces phénomènes propagent ainsi de nombreux parasites atmosphériques et bruits divers qui se superposent aux signaux de télécommunications, ressemblant à un grésillement pour un auditeur. Ces parasites vont des basses fréquences jusqu'aux bandes UHF pour les conditions atmosphériques comme les éclairs, et aux VHF pour les aurores polaires et les traînées d'ionisation des météorites. Il faut donc monter en fréquence pour s'abstraire de ces problèmes. 
Dans les messages météorologiques METAR, ces parasites sont appelés « Sferics » et il est possible de connaître la position du phénomène qui les a générés en triangulant le temps d'observation à plusieurs stations (détecteur de foudre).

## Formation dans la foudre

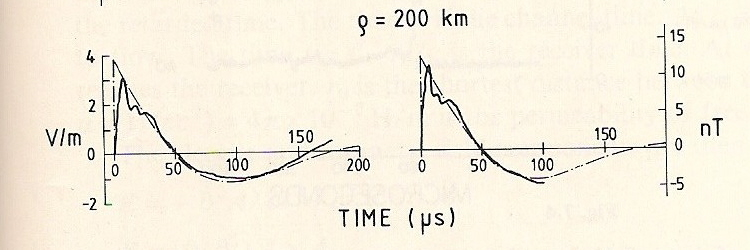
Forme de l'onde d'un parasite atmosphérique : impulsion formée d'une large gamme de fréquences amortie dans le temps.

Ce qui se passe pour un éclair nuage-sol se fait en trois étapes, :
1. la décharge arrache des électrons aux molécules de l'air, créant ainsi un canal ionisé appelé traceur ou précurseur qui transporte une faible charge électrique, avance vers une zone de charge opposée à une vitesse de l'ordre de 200 km/s. Une seconde décharge suit, prolongeant le traceur de quelques dizaines de mètres. Ce précurseur progresse par bonds (d'où le nom de traceur par bonds) de longueurs proportionnelles à l'amplitude de la décharge. Le traceur est le plus souvent à multiples branches, la progression vers le sol correspondant au chemin de moindre résistance ;
2. les charges positives accumulées sous l'orage, en réponse à l'approche de la charge négative des précurseurs, ont tendance à se concentrer sur des objets élevés et pointus, tels que les arbres, les poteaux et les bâtiments, un phénomène que tentent d'exploiter les paratonnerres. Cela initie à un certain moment un traceur vers le nuage ;
3. quand les deux se rejoignent, en général à moins de 100 mètres du sol, un arc électrique en retour se déclenche, utilisant le canal du précurseur (traceur en dard). Il libère les charges électriques accumulées et donne l'éclair proprement dit et le courant se propage à une vitesse qui peut atteindre 100 000 km/s[6].

Les décharges entre nuages se produisent de façon similaire en utilisant les zones de charges opposées d'un nuage à l'autre. Pour ce qui est des décharges dans un nuage, ne passant pas à l'air libre, il n'y a pas d'arc de retour mais seulement la rencontre des traceurs. Le processus de formation de la foudre peut atteindre une vitesse de 40 000 km/s et la décharge passe dans un canal qui a entre 50 mètres et 25 km de longueur et environ 3 cm de diamètre.
Les décharges produisent une onde électromagnétique formée d'un continuum de fréquences et les ramifications de l'éclair servent d'antennes émettrices omnidirectionnelles. Le courant électrique transitoire pendant la course de retour dans les éclairs nuage-sol ou les coups inter-nuages sont les principales sources de génération de ces parasites atmosphériques, ou sferics. Ceux-ci se propagent bien au-delà de la distance où l'éclair est visible et le tonnerre audible, typiquement 10 km. Ces impulsions électromagnétiques restent ainsi les seules sources d'informations sur l'activité orageuse à grande distance. 
Les atmosphériques peuvent se propager à très grande distance en rebondissant entre l'ionosphère et le sol. Lorsque l'énergie électromagnétique échappe à ce guide d'ondes et pénètre dans la magnétosphère, elle se disperse dans le plasma qui la forme et produit un siffleur (ou whistler).

## Localisation des orages par lesatmosphériques
Environ 100 coups de foudre par seconde sont générés mondialement par des orages, surtout dans les zones continentales aux latitudes équatoriales et moyennes. La triangulation de ces parasites atmosphériques permet donc de surveiller l'activité orageuse. Les mesures de résonances de Schumann de seulement quelques stations réparties mondialement peuvent surveiller cette activité globalement.
Le délai de la vitesse de groupe de fréquences voisines à très basse fréquence d'un signal reçu est directement proportionnel à la distance de la source. L'atténuation des ondes à ces fréquences provenant de l'ouest est plus faible que celle venant d'est, et de même pour la nuit par rapport au jour. L'activité orageuse peut être ainsi mesurée jusqu'à des distances d'environ 10 000 km pour les signaux en provenance de l'ouest la nuit. Autrement, la portée se réduit à environ 5 000 km.
Pour une portée régionale (<1 000 km), la manière habituelle de trouver la direction de l'orage est de trianguler les parasites atmosphériques (Sferic) observés simultanément à plusieurs stations. Cette mesure implique qu'une seule impulsion arrive à la fois. Si l'on mesure simultanément plusieurs impulsions, l'interférence entre elles produit une fréquence de battement égale à la durée inverse de la séquence moyenne des impulsions.